# Gõ kiến Hispaniola
Gõ kiến Hispaniola (danh pháp hai phần: Melanerpes striatus) là một loài chim gõ kiến. Đây là loài đặc hữu của đảo Hispaniola trong khu vực Caribe.

## Mô tả
Phần lưng có các sọc màu vàng và đen che phủ. Chim trống có một sọc màu đỏ sẫm từ trán tới cổ còn ở chim mái thì sọc đỏ chỉ kéo dài từ gáy đến cổ. Phần cuống đuôi màu đỏ tươi trong khi bản thân phần đuôi thì có màu đen. Phao câu màu nâu ô liu-xám.
Không giống như hầu hết các loài gõ kiến khác, gõ kiến Hispaniola là một loài xã hội trong việc giành lợi thế của việc có một lượng lớn cá thể chim trưởng thành trong đàn để bảo vệ khu vực bờ sông, hồ hay cây để làm tổ.
Môi trường sống của chúng giới hạn ở Haiti và Cộng hòa Dominica, kéo dài từ bờ biển, qua sa mạc đến vùng núi của hòn đảo.

## Hình ảnh

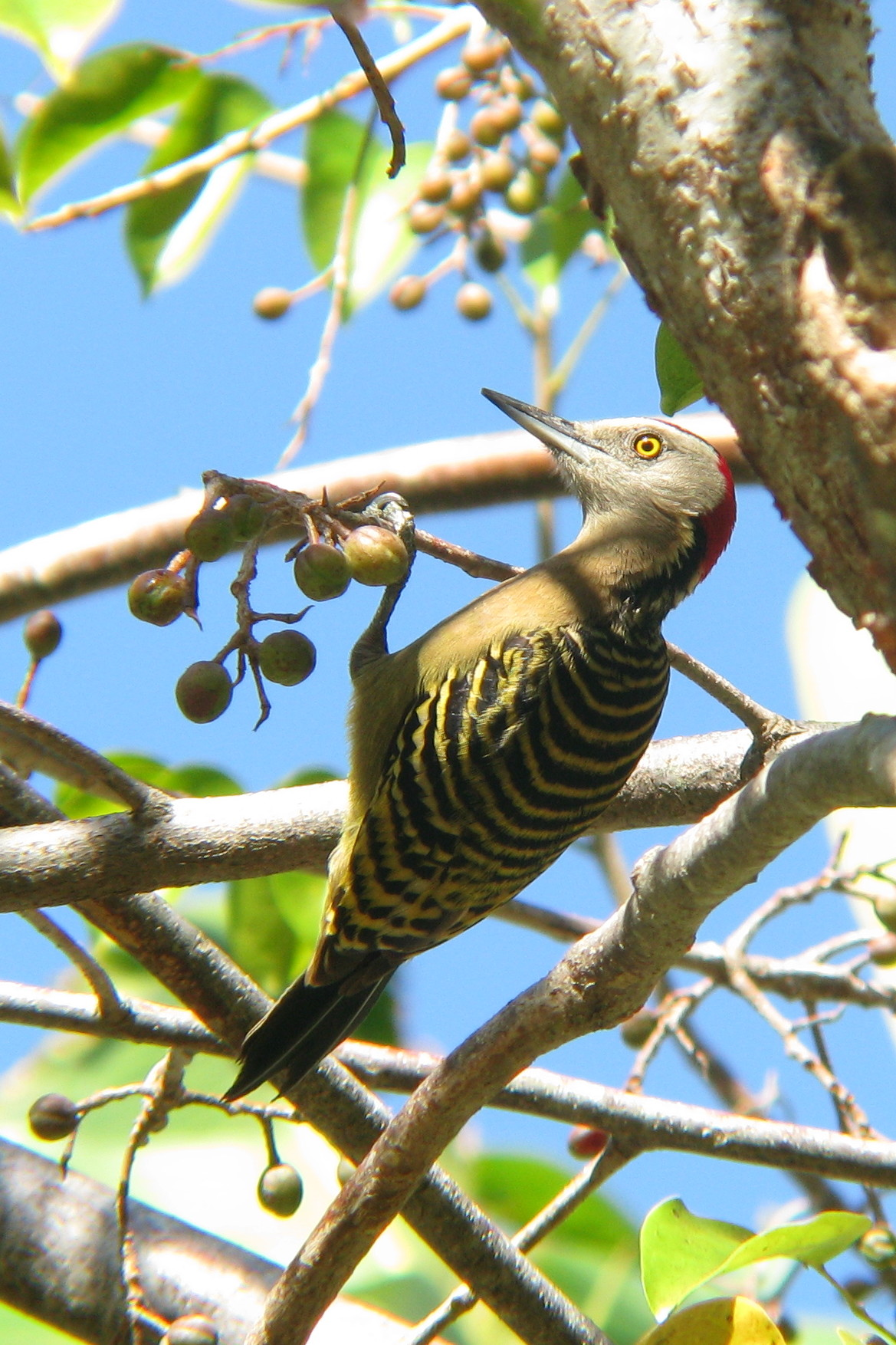
Melanerpes striatus

- Tập tin:IMG 1575.jpg